# Parisa Fitz-Henley

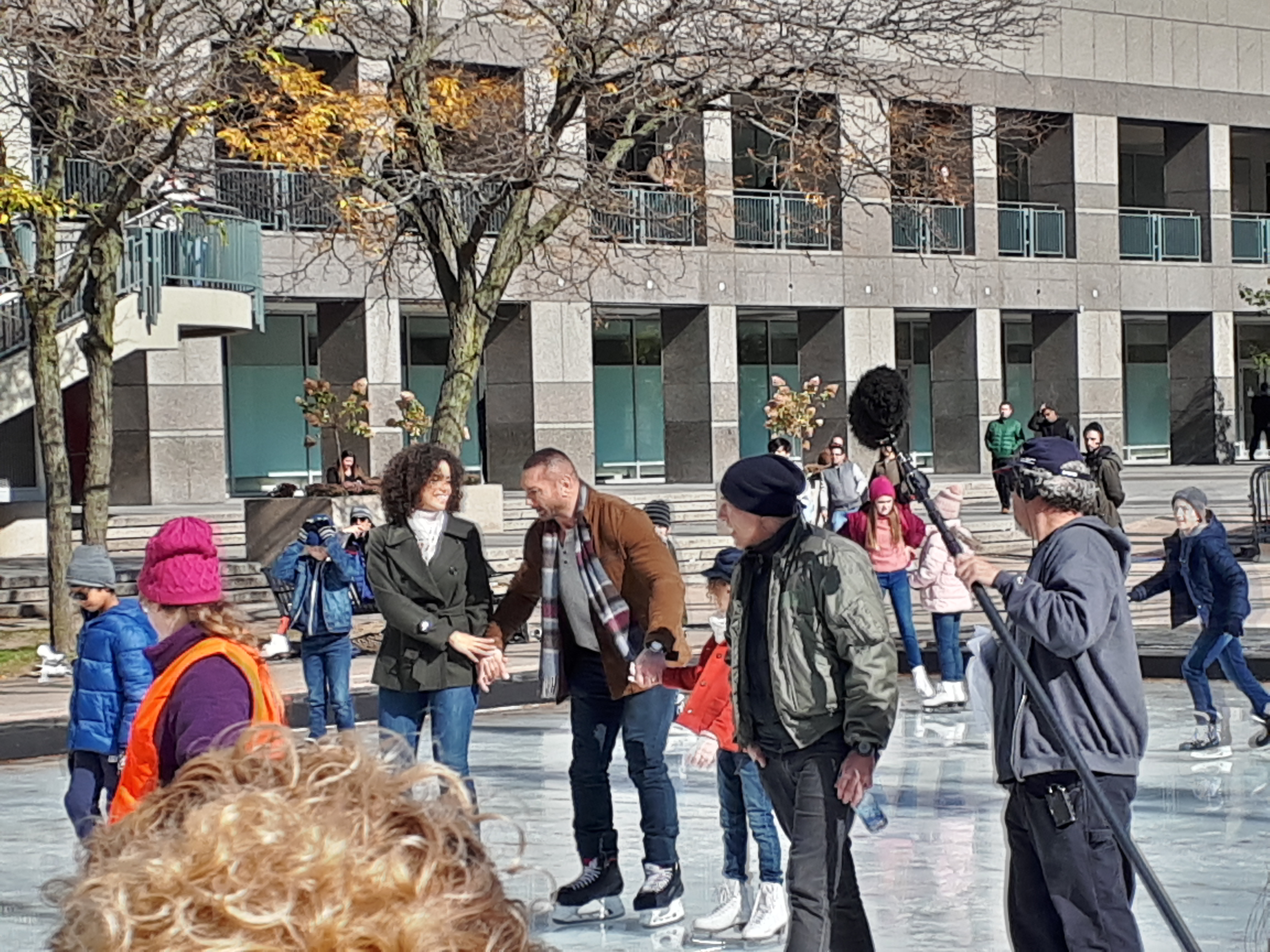
Parisa Fitz-Henley mit Dave Bautista am Set von Der Spion von nebenan (2018)

Parisa Fitz-Henley (* 22. Juli 1977 in Kingston, Jamaika) ist eine US-amerikanisch-jamaikanische Schauspielerin.

## Werdegang
Fitz-Henley wuchs in Kingston, Jamaika auf, wo sie die St. Andrew High School besuchte. Sie gewann die Auszeichnung Fashion Model of the Year 1996 der Modelagentur Pulse. Seit 2002 arbeitet sie professionell als Schauspielerin.
Fitz-Henley spielte unter anderem die Rolle der Reva Connors in den Fernsehserien Jessica Jones und Luke Cage sowie in der 2017 und 2018 veröffentlichten Fernsehserie Midnight, Texas.
2020 gehörte sie zu den Hauptdarstellern der Actionkomödie Der Spion von nebenan von Regisseur Peter Segal.
Parisa Fitz-Henley ist seit 2002 mit Araya Crosskill verheiratet.

## Filmografie
- 2012: Lola gegen den Rest der Welt (Lola Versus)
- 2015: Marvel’s Jessica Jones (Fernsehserie)
- 2016–2018: Marvel’s Luke Cage (Fernsehserie)
- 2017–2018: Midnight, Texas (Fernsehserie)
- 2018: Harry & Meghan – Eine königliche Romanze
- 2020: Der Spion von nebenan (My Spy)
- 2020: Fantasy Island
- 2020: The Sinner (Fernsehserie)